# Momotarō: umi no shinpei
Momotarō: umi no shinpei (桃太郎 海の神兵? lett. "Momotaro: Guerriero del mare") è il primo lungometraggio d'animazione giapponese. Venne scritto e diretto da Mitsuyo Seo, al quale era stata commissionata la realizzazione di un film di propaganda per la seconda guerra mondiale dal Ministero della marina giapponese. La Shōchiku Dōga Kenkyūsho lo completò nel 1944 e lo presentò il 12 aprile 1945. È il seguito del mediometraggio del 1943 Momotarō no umiwashi, dello stesso Seo.

## Trama

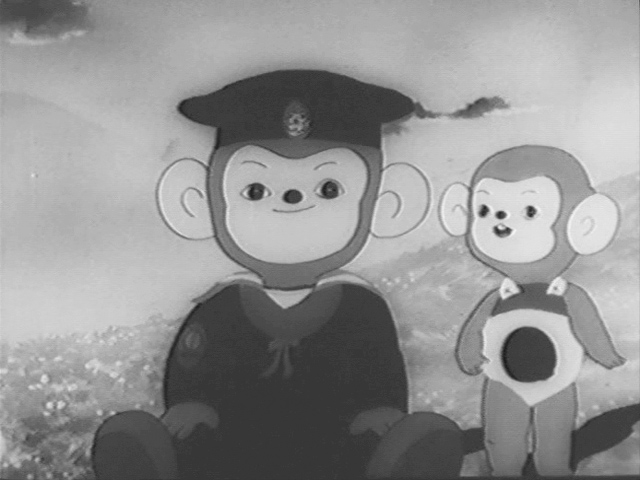
La scimmia e il fratellino Santa

Una volta terminato il corso di addestramento navale, un orsetto, un cagnolino, una scimmia e un fagiano salutano le rispettive famiglie. La scimmia, con l'aiuto del cagnolino, riesce a salvare il proprio fratello minore, Santa, caduto in un fiume mentre cercava di riprendere il suo berretto. Su di un prato, i due si godono lo scenario del Monte Fuji e della terra circostante. Mentre Santa si diverte a inseguire il berretto nel vento, la scimmia osserva i denti di leone che diffondono i loro semi: essi le ricordano dei paracadutisti che scendono dal cielo. 
Il tempo passa. Le forze giapponesi costruiscono base aerea su un'isola del Pacifico con l'aiuto degli animali della giungla che cantano mentre lavorano. Da un aereo che atterra esce Momotarō, raffigurato come un generale, insieme all'orsetto, alla scimmia, al cagnolino e al fagiano, ormai diventati alti ufficiali. Da costoro gli animali autoctoni, semplici primitivi, apprendono il kana giapponese e la canzone AIUEO no uta (アイウエオの歌?). Gli ufficiali preparano munizioni e artiglieria per gli aerei da guerra, mentre gli indigeni lavano e cucinano i pasti.
Segue una narrazione della presa dell'isola di Celebes da parte della Compagnia olandese delle Indie orientali e viene rivelato l'intento da parte dei giapponesi di invaderla. La scimmia, il cagnolino e l'orsetto, divenuti paracadutisti (mentre il fagiano un pilota), tendono con altri soldati un'imboscata a un mezzo binario e invadono frettolosamente un forte britannico, provocando il panico e la fuga degli inglesi, impreparati allo scontro. Il capitano Momotaro, la scimmia e l'orsetto negoziano con tre funzionari britannici talmente terrorizzati da non riuscire a parlare. Dopo una breve discussione, gli inglesi accettano di cedere Celebes e le isole circostanti. 
Un breve epilogo mostra Santa e altri bambini giocare a fare i paracadutisti e saltare sulla sagoma disegnata con del gesso dell'America continentale, l'obiettivo della loro generazione.

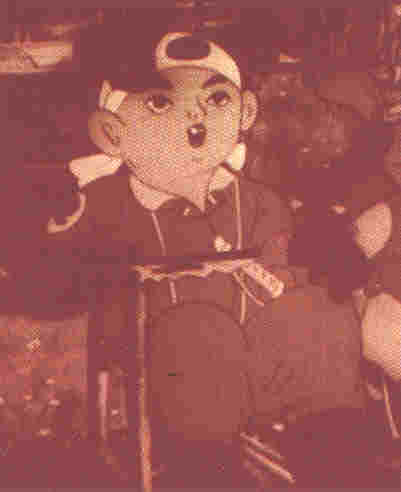
Momotaro in una scena del film

## Produzione
Il Ministero della marina giapponese aveva fatto in modo di mostrare a Seo il film di Walt Disney Fantasia (1940). Il regista, ispirandosi a questa opera, cercò di far sognare i bambini nipponici, oltre che instillare la speranza per la pace, proprio come aveva fatto nel precedente Momotarō no umiwashi. A quel tempo, a differenza di quelle tedesca e americana, l'animazione giapponese non era stata pienamente sfruttata dal governo come strumento di propaganda, in quanto giudicata poco efficiente rispetto ad altri mezzi di comunicazione. Infatti all'inizio di Momotarō: umi no shinpei è presente la scritta "Per bambini" (小国民に捧ぐ?, Shôkokumin ni tsugu).
Per lungo tempo venne creduto che il film fosse stato sequestrato e bruciato durante l'occupazione americana. Tuttavia nel 1983 una copia dei negativi venne rinvenuta nel magazzino degli Ofuna Studio della Shochiku e l'opera fu ridistribuita l'anno successivo.

## Eredità culturale
AIUEO no uta (アイウエオの歌?) venne omaggiata da Osamu Tezuka nella serie Kimba - Il leone bianco. Tezuka aveva visto il film alla sua prima uscita e disse che, guardandolo, si era commosso fino alle lacrime, rimanendo colpito dagli insegnamenti sull'importanza del sogno e della speranza celati sotto la patina del prodotto di propaganda.
Nel 2016 Momotarō: umi no shinpei venne selezionato per essere proiettato nella sezione Cannes Classics del Festival di Cannes.